# Dialectica ehretiae
Dialectica ehretiae là một loài bướm đêm thuộc họ Gracillariidae. Nó được tìm thấy ở Nam Phi và Ethiopia.
Ấu trùng ăn Ehretia cymosa var. abyssinica và Ehretia rigida. Chúng ăn lá nơi chúng làm tổ.